# Église de Savitaipale
L'église de Savitaipale (finnois : Savitaipaleen kirkko) est  une église luthérienne située à Savitaipale en Finlande.

## Description
L'église conçue par l'architecte Josef Stenbäck est de style nationaliste romantique.
L'église est construite en 1906 en granite rapakivi.
En 1979, la fabrique d'orgues Hans Heinrich a fourni l'orgue.
Le retable de Felix Frang est une reproduction de l'œuvre de Hans Hoffmann Jésus prie au jardin des oliviers.